# 中川副村
中川副村（なかかわそえむら）は、佐賀県佐賀郡にあった村。江戸時代以来、海運業が盛んであったが、鉄道輸送・陸運の発達により昭和期に衰微した。現在の佐賀市の一部にあたる。

## 地理
- 河川：早津江川[3]

## 歴史
- 1889年（明治22年）4月1日、町村制の施行により、佐賀郡早津江村、早津江津、福富村が合併して村制施行し、中川副村が発足[1][2]。旧村名を継承した早津江、早津江津、福富の3大字を編成[2]。
- 1901年（明治34年）大字早津江津に郵便局開設[2]。
- 1955年（昭和30年）4月1日、佐賀郡南川副町、大詫間村と合併し、川副町を新設して廃止された[1][2]。合併後、川副町大字早津江・早津江津・福富となる[2]。

### 地名の由来
川副郷の南北のほぼ中央に位置することから。

## 産業
- 農業、商業、工業[2]

## 交通

### 橋梁
1951年（昭和26年）早津江橋（早津江 - 大川市大野島）竣工

### 県営渡船
中津と早津江川を挟んで大詫間村との間に県営渡船運行。

### 乗合自動車
- 1930年（昭和5年）頃、朝日タクシーが犬井道を起点として早津江 - 諸富 - 蓮池 - 佐賀間に旅客自動車を運行[2]。1943年（昭和18年）佐賀市営バスに転換[2]。

## 教育
- 1889年から1916年（大正5年）まで大字福富に川副郷7か村（北川副・新北・大詫間・中川副・南川副・西川副・東川副）組合立、川副高等小学校を設置[4]。
- 中川副小学校（大字福富）[4]
- 中川副中学校（大字福富）[4]
- 商船学校（1902年 - 1932年）[2]